# Sammy Ameobi
Samuel Ameobi (Newcastle upon Tyne, 1 de mayo de 1992) es un futbolista profesional inglés, nacionalizado nigeriano, que juega como centrocampista. Es el hermano menor de Shola Ameobi.

## Carrera profesional

### Newcastle United

#### Inicios de su Carrera
Nacido en Newcastle, Tyne and Wear, Ameobi se unió a la academia juvenil del Newcastle United en julio de 2008 al concluir la escuela, debutando en el equipo de reservas el 29 de septiembre de 2008 contra el Blackburn Rovers. Debutó en el primer equipo el 15 de mayo de 2011 ante el Chelsea en Stamford Bridge,  ingresando al campo en el segundo tiempo en reemplazo de for Peter Løvenkrands, partido que culminó empatado a 2 goles. Jugó el partido con su hermano Shola, y su ingreso a la cancha justo antes que el Chelsea se pusiera adelante en el marcador 2–1. Esto provocó que los fanes de Newcastle cambien su canto favorito de "Sólo hay un Ameobi" a "Sólo hay dos Ameobis". Ello se convirtieron en la primera pareja de hermanos en jugar un mismo partido de Liga para el Newcastle desde George y Ted Robledo en 1952.

#### Temporada 2011-12
Ameobi anotó su primer gol a nivel de mayores el 15 de julio de 2011 en un partido amistoso de pretemporada contra el Darlington. Antes que anotase el gol, la hinchada coreaba "Si Sammy marca, estaremos en la cancha", luego vino el gol y la cancha fue invadida, lo cual hizo que el partido se retrasase 10 minutos. Anotó su segundo gol por competencias el 25 de agosto de 2011 en tiempo extra ante el Scunthorpe United en la segunda ronda de un partido de la Copa de la Liga de Inglaterra.
El 17 de noviembre de 2011 Ameobi firmó una extensión de su contrato por tres años y medio con el Newcastle United, debiendo quedarse en el equipo hasta el 2015. El  19 de noviembre de 2011 jugó su primer partido completo por la Premier League en un partido de visita ante el Manchester City.

#### Préstamo al Middlesbrough
Ameobi fue a préstamo al Middlesbrough el 25 de febrero de 2013 hasta el final de la temporada 2012–13. El 2 de marzo anotó un gol en su debut en el triunfo 2 a 1 sobre el Cardiff City.

## Carrera internacional
Ameobi optó por jugar por Nigeria, uniéndose a la selección sub-20 del país que entrenaba en Turquía para afrontar el Campeonato Juvenil Africano de 2011. Jugó dos partidos para el equipo sub-20 de Nigeria, uno contra Arabia Saudí y el otro contra Egipto. Por otra parte, e noviembre de 2011 fue convocado por Stuart Pearce a la selección sub-21 de Inglaterra para los partidos antre Islandia y Bélgica, uniéndose a los entrenamientos del equipo el 7 de noviembre. El 10 de noviembre Ameobi hizo su debut por la selección sub-21 de Inglaterra en el triunfo por 5-0 sobre Islandia, ayudando que el equipo mantenga su invicto en su grupo de clasificación para la para la Euro 2013 de la categoría. El 14 de noviembre Ameobi anotó su primer gol contra Bélgica en la categoría sub-21. Ameobi fue sustituido en este partido al minuto 67 mientras Inglaterra ganaba 1-0, pero finalmente perdieron el encuentro 1-2.

## Clubes
| Club                            | País       | Año       |
| ------------------------------- | ---------- | --------- |
| Newcastle United F. C.          | Inglaterra | 2010-2017 |
| Middlesbrough F. C. (cedido)    | Inglaterra | 2013      |
| Cardiff City F. C. (cedido)     | Gales      | 2015-2016 |
| Bolton Wanderers F. C. (cedido) | Inglaterra | 2016-2017 |
| Bolton Wanderers F. C.          | Inglaterra | 2017-2019 |
| Nottingham Forest F. C.         | Inglaterra | 2019-2021 |
| Middlesbrough F. C.             | Inglaterra | 2021-2022 |

## Vida personal
Ameobi tiene dos hermanos mayores que también son futbolistas: Shola y Tomi. Acudió a las escuelas “Heaton Manor School” y “Grindon Hall Christian School”.